# Prêmio Globo de Melhores do Ano de revelação do ano
O Prêmio Globo de Melhores do Ano para Revelação do Ano é um prêmio anual destinado a melhor revelação do ano da televisão brasileira da TV Globo. A categoria foi apresentada pela primeira vez em 2023, após a extintação das categorias Atriz Revelação e Ator Revelação.

## Vencedores e indicados

### Década de 2020
Fonte: 
| Ano  | Intérprete       | Novela          | Personagem                              |
| ---- | ---------------- | --------------- | --------------------------------------- |
| 2023 | Amaury Lorenzo   | Terra e Paixão  | Ramiro Neves                            |
| 2023 | Clara Moneke     | Vai na Fé       | Kate Cristina Ramos / Kátia             |
| 2023 | Diego Martins    | Terra e Paixão  | Kelvin Santana / Kelvin Star / Iggy Pep |
| 2024 | Larissa Bocchino | No Rancho Fundo | Maria Quirina Leonel Limoeiro (Quinota) |
| 2024 | Alice Carvalho   | Renascer        | Joana de Pádua (Joaninha)               |
| 2024 | Gabz             | Mania de Você   | Viola Silva                             |